# Colchester
Colchester (/ˈkoʊltʃɛstɚ/) este un oraș și un district nemetropolitan în Regatul Unit, în comitatul Essex, regiunea East, Anglia. Districtul are o populație de 170,800 locuitori, din care 104,390 locuiesc în orașul propriu zis Colchester.
La intrarea în orașul Colchester veți găsi pancarde ce spun ca este cel mai vechi oraș atestat din Anglia.

## Orașe din cadrul districtului
- Mersea Island
- Tiptree
- Clacton
- Harwich
- Marks Tey
- Halstead

## Personalități născute aici
- William Gilbert (1544 - 1603), fizician, medic;
- Margaret Cavendish (1623 - 1673), scriitoare;
- Archibald Wavell (1883 - 1950), mareșal;
- Ken Aston (1915 - 2001), arbitru de fotbal;
- Roger Penrose (n. 1931), matematician, fizician, Premiul Nobel pentru Fizică;
- Craig Stevens (n. 1979), prezentator radio⁠(d) și TV;
- Henry Patten (n. 1996), tenismen.